# Кондратовка (Сумская область)
Кондратовка (укр. Кіндратівка) — село, Кондратовский сельский совет,
Сумский район, Сумская область, Украина.
Является административным центром Кондратовского сельского совета, в который также входят сёла Константиновка, Степовое и Перше Травня.

## Географическое положение
Село Кондратовка находится на одном из истоков реки Синяк.
На расстоянии до 2,5 км расположены сёла Андреевка и Константиновка.
На реке несколько запруд.
На расстоянии в 3 км проходит граница с Россией.

## История
Село Кондратовка известно с второй половины XVIII века.
После провозглашения независимости Украины село оказалось на границе с Россией, здесь был оборудован пограничный переход, который находится в зоне ответственности Сумского пограничного отряда Восточного регионального управления ГПСУ.
Население по переписи 2001 года составляло 862 человека.
18 февраля 2015 года по распоряжению Кабинета министров Украины пограничный переход был закрыт.

## Экономика
- Агрофирма «Лан», ООО.

## Объекты социальной сферы
- Дом культуры.

## Известные люди
- Лопатов Василий Александрович (1921 - 1943) - награжден Орденом Отечественной войны II степени, родился Сумская обл., Хотеньский р-н, с. Кондратовка.
- Докашенко Николай Григорьевич (1921—1992) — Герой Советского Союза, родился в селе Кондратовка.